# EPDM

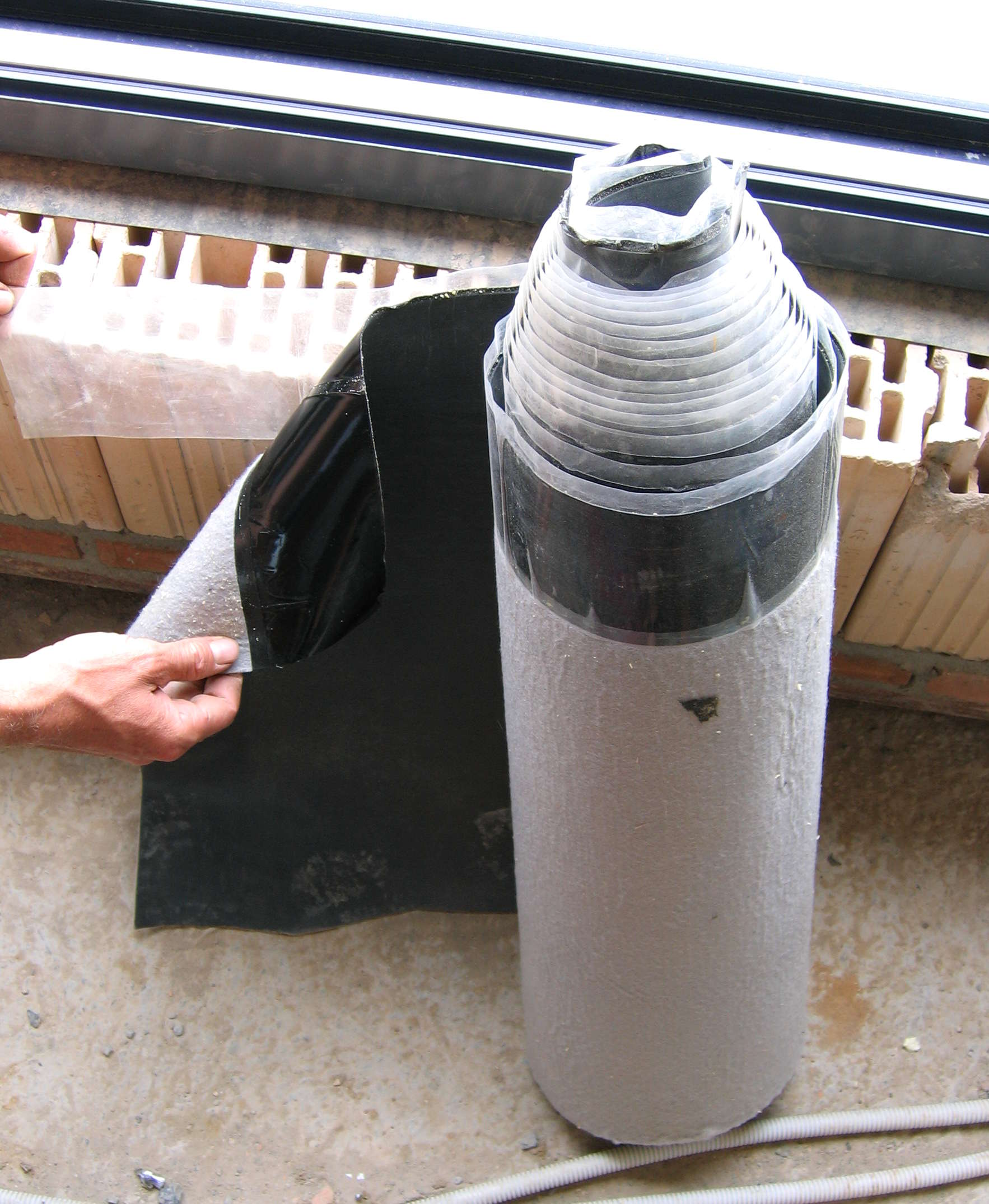
Film EPDM pour l'étanchéité des toits plats dans le bâtiment.

Les caoutchoucs EPDM (sigle de éthylène-propylène-diène monomère) sont des élastomères spéciaux, qui ont été introduits sur le marché en 1963. Ces terpolymères amorphes sont obtenus en copolymérisant dans des proportions variables l’éthylène (le terpolymère contient de 60 à 85 % de motifs éthylène) et le propylène, avec un faible taux de diène non conjugué.

La polymérisation n'utilise qu'une double liaison du diène. La seconde, latérale à la chaîne moléculaire, permet de réaliser une vulcanisation conventionnelle au soufre.

Un taux d'insaturation élevé (par exemple 10 %) augmente la vitesse de vulcanisation au soufre, mais aussi la sensibilité au vieillissement du matériau.
Cette polyoléfine est utilisée dans tous les domaines de l'industrie, et se substitue souvent aux caoutchoucs.

## Propriétés
Les propriétés typiques des vulcanisats EPDM sont données ci-dessous ; elles varient selon leur nature. L'EPDM peut être composé pour satisfaire des propriétés spécifiques, en fonction tout d'abord des polymères EPDM disponibles, puis de la ou des méthodes de traitement et de durcissement utilisées. Les EPDM sont disponibles dans une gamme de poids moléculaires (indiqués en termes de viscosité Mooney ML (1 + 4) à 125 °C), des taux variables d'éthylène, de troisième monomère et de teneur en huile.
- Couleur blanche, le polymère devient noir par adjonction de noir de carbone, ou à cause d'une purification peu poussée (les traces de catalyseurs, d'additifs, colorent la gomme sèche).
- Biomatériau[réf. nécessaire].
- Accepte des taux de dilution (charges) élevés, ce qui réduit le prix.
- Compatibilité satisfaisante avec les fluides hydrauliques, les cétones, l'eau (y compris l'eau chlorée), et les alcalis.
- Il a une bonne résistance aux cétones, aux acides dilués ordinaires et aux alcalis.
- Excellente résistance à l'oxydation (ozone, dioxygène), aux intempéries, à la lumière, au froid.
- Compatibilité insatisfaisante avec la plupart des huiles, essence, kérosène, hydrocarbures aromatiques et aliphatiques, solvants halogénés, et concentrés acides.
- Températures limites : −40 à +150 °C en service limité, −40 à +120 °C en service continu.
- Il possède d'excellentes propriétés d'isolation électrique.

| Propriété                              | Valeur                                     |
| -------------------------------------- | ------------------------------------------ |
| Dureté, Shore A                        | 30 à 90                                    |
| Résistance élastique, ultime (rupture) | 13 à 25 MPa                                |
| Allongement à la rupture               | 100-700 %                                  |
| Masse volumique                        | Peut être compoundé de 0,90 à > 2,00 g/cm3 |

| Propriété                                     | Valeur         |
| --------------------------------------------- | -------------- |
| Coefficient de dilatation thermique, linéaire | 160 μm m−1 K−1 |
| Température de service maximale transitoire   | 150 °C         |
| Température de service minimum                | −55 °C         |
| Température de transition vitreuse            | ~−55 °C        |

## Commerce
En 2014, la France était importatrice d'EPDM, d'après les douanes françaises. Le prix moyen à la tonne à l'import était de 2 400 €.

## Usages

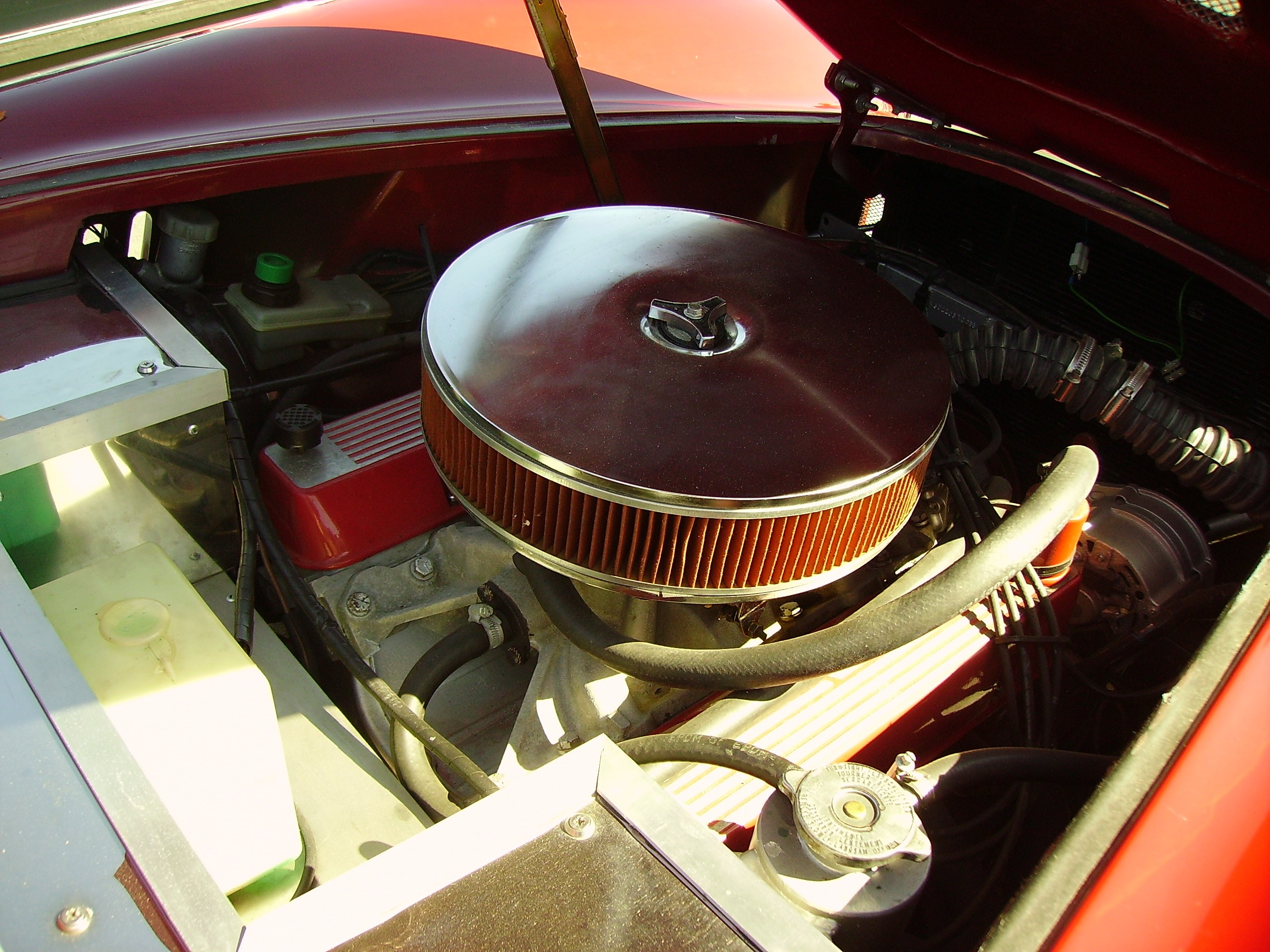
Utilisation comme durites.

- Le caoutchouc EPDM est utilisé dans les joints d'étanchéité : joints toriques, profilés d'étanchéité dans l'automobile (entourage de portes, de tableaux de bord), jupes de porte de lave-linge[6].
- Support de pièces soumises au froid.
- Il est un bon joint pour l'isolation thermique.
- Joints des respirateurs (ex. : masques de protection des pulvérisations de peinture automobile) (là où le silicone doit être évité).
- Autres exemples : verres feuilletés, tuyaux de jardin, tubes, géomembranes, courroies, isolation électrique, amortisseurs de vibrations, panneau solaires, radiateurs, collecteurs de chaleur, haut-parleur.
- Moyen de résistance à l'eau dans les enveloppes de câbles électriques.
- Membranes étanches de toiture/terrasses, chéneaux, corniches qui ne pollue pas l'eau de pluie de ruissellement (utile pour les terrasses végétalisées et la récupération d'eau).
- Géomembranes et bâche souple pour l'installation d'un bassin d'ornement : installée sur un géotextile, elle permet de créer des bassins aux formes plus naturelles pouvant accueillir plantes et poissons.
- Pour la décoration, certains granulés EPDM colorés sont mélangés avec des liants polyuréthane, talochés ou pulvérisés sur du béton, de l'asphalte, utilisés en liant de décoration pour créer un sol antidérapant et doux ; une surface de sécurité poreuse pour les zones humides et où l'eau de pluie pourrait s'accumuler.
- Surface de sécurité sous l'équipement des jeux pour enfant pour réduire les blessures[7],[8].

Dans l'industrie automobile, les vibrations entre grands éléments des véhicules font de légers bruits de frottement entre caoutchouc EPDM et la surface (tôle peinte, verre), qui peuvent être atténués par des revêtements spécialisés appliqués au moment de la fabrication sur le joint d'étanchéité lui-même. De tels revêtements peuvent également augmenter considérablement la résistance chimique du caoutchouc EPDM. Certains constructeurs recommandent une légère application de graisse silicone entre les pièces pour réduire le bruit. Les autres usages sont les tuyaux de circuit de refroidissement,  des pompes à eau, des thermostats, des vannes EGR, des refroidisseurs EGR, des réchauffeurs, des refroidisseurs d'huile, des radiateurs et des bouteilles de dégazage sont connectés avec des tuyaux EPDM ainsi que des conduites d'air de charge sur turbocompresseurs pour connecter le côté froid du refroidisseur d'air de suralimentation (intercooler) au collecteur d'admission.